# Amin Jensen
Amin René Marott Jensen (* 22. Januar 1970 in Albertslund, Dänemark) ist ein dänischer Schauspieler, Entertainer, Moderator, Sänger, Musiker und Stand-up-Comedy-Komiker.

## Biografie
Jensen betätigte sich in seiner Jugend mit Gewichtheben und im Kraftdreikampf, wo er bei Wettkämpfen und Meisterschaften auf regionaler Ebene in Seeland und bei Landesmeisterschaften in Dänemark einige Erfolge erzielte, sowie bei den Nordischen Junioren-Meisterschaften eine Bronzemedaille gewann.
Sein erstes Bühnendebüt hatte Jensen im Dezember 1993 im Café Din's in Kopenhagen. In der Folge wurde er als Sänger, Komiker und Fernsehmoderator für mehrere dänische Fernsehsendungen und Fernsehshows engagiert. Jensen bekam im dänischen Fernsehen auch seine eigenen Sendungen, wo er Studio-Gastgeber war. Seine bekanntesten Auftritten im Fernsehen hatte er unter anderem in der Quiz-Sendung von 1997 Hvem er Hvem auf TV 2, von 2000 bis 2004 in der Fernsehshow Hit med Sangen mit 63 Folgen, 2006 in Endelig Fredag von DR1 sowie 2008 in Charlie Quizen auf TV2 Charlie. 1998 hatte er seine erste Einmannshow mit der Sendung 150 Kilo Over Bæltestedet, darauf folgten die Sendungen Stort, Hit Med Amin, Blæs På DK, Stort II und Fyrre, fit og fattig. Alle seine Sendungen, bis auf Fyrre, fit og fattig, sind in Dänemark mittlerweile auch auf DVD veröffentlicht worden. Bei einigen öffentlichen Darbietungen bekam er musikalische Unterstützung von Søren Sebber Larsens-Trio. Des Weiteren wirkte Jensen als dänischer Synchronsprecher bei verschiedenen Zeichentrick- und Animationsfilmen mit. Als Filmschauspieler spielte er in dem Kinderfilm Das Juwel der Wüste (Ørkenens juvel) und in der dänischen Weihnachtsserie Olsenbandens første kup, einem Prequel der Olsenbande mit.
2008 nahm Jensen an der dänischen Vorauswahl, dem Dansk Melodi Grand Prix für den Eurovision Song Contest, mit dem Lied "Luciano My Friend", über den verstorbenen Tenor Luciano Pavarotti teil. Bei dem Wettbewerb kam er im dänischen Endfinale auf Platz 7.
Im Februar 2010 wurde auf Facebook fälschlicherweise das Gerücht gestreut, das Jensen an einem Herzinfarkt gestorben sein soll, was auch von der dänischen Presse aufgegriffen wurde. Amin Jensen wehrte sich dagegen und erstellte Strafanzeige.

## Filmografie

### Drehbuchautor und Auftritte in Fernsehsendungen
- 1997: Stand-up.dk (1 Episode)
- 1998: 150 Kg over Bæltestedet
- 2001: Stort
- 2003: Hit med Amin
- 2005: Blæs på DK
- 2008: Stort II  - Livet er stort
- 2010: Fyrre, fit og fattig

### Auftritte in Fernsehsendungen als er selbst
- 1997: Stand-up.dk (1 Sendung)
- 1997–1999: Hvem er hvem? Vært (2 Sendungen)
- 1999: KOKamok (1 Sendung)
- 2000: Året der gik
- 2000: Den Store Klassefest (1 Sendung)
- 2000:-2004: Hit med Sangen (63 Sendungen)
- 2001: Venner for livet (1 Sendung)
- 2001: Amin Jensen: Stort
- 2001: Bare det var mig
- 2002: Sport2002
- 2002: Hækkenfeldt kobler af (1 Sendung)
- 2003: Hit med Amin
- 2003: Mit sande jeg (1 Sendung)
- 2003: Amin Jensen – 150 kg over bæltestedet
- 2003: Endelig fredag
- 2003–2005: aHA! .... Himself (2 Sendungen)
- 2003–2006: Go' aften Danmark (3 Sendungen)
- 2005: Amin Jensen: Blæs på DK
- 2006: Fantastiske 5 – I den gode smags tjeneste, De (1 Sendung)
- 2006: 9 ud af 10 .... Himself (1 Sendung)
- 2006–2007: Gu'skelov du kom (2 Sendungen)

### Auftritte als Komiker
- 1994: Lykkehjulet
- 1995: Ugen der gak
- 1995: Stjernejoker
- 1996: Tæl til 3
- 1996: Linen ud

### Komponist
- 2001: Amin Jensen: Stort
- 2003: Amin Jensen på tour - bag om "Hit med Amin"
- 2003: Hit med Amin

### Schauspieler und Synchronsprecher
- 1999: Olsenbandens første kup als Vater vom Flohmarkt (dänische Weihnachtsserie)
- 1999: Tarzan  (Sprechrolle als Tantor)
- 2001: Das Juwel der Wüste (Ørkenens juvel) als Lille Knud
- 2001: Shrek – Der tollkühne Held  (Sprechrolle als Shrek)
- 2004: Shrek 2 (Sprechrolle als Shrek)
- 2007: Shrek der Dritte (Sprechrolle als Shrek)
- 2007: Die Simpsons – Der Film  (Sprechrolle als Arnold Schwarzenegger)
- 2010: Für immer Shrek  (Sprechrolle als Shrek)
- 2010: Kick Buttowski (Sprechrolle als Gunter)

## Familie
Jensen heiratete im April 2003, wurde aber schon ein Jahr später geschieden. Er ist der Vater von zwei Töchtern.